# Comuna Makiivka, Kreminna
Makiivka (în ucraineană Макіївка) este o comună în raionul Kreminna, regiunea Luhansk, Ucraina, formată din satele Makiivka (reședința) și Petrivske.

## Demografie
Componența lingvistică a comunei Makiivka
     Ucraineană (94,38%)
     Rusă (5,5%)
     Alte limbi (0,11%)
Conform recensământului din 2001, majoritatea populației comunei Makiivka era vorbitoare de ucraineană (94,38%), existând în minoritate și vorbitori de rusă (5,5%).